# SCSK
SCSK株式会社（エスシーエスケイ、英: SCSK Corporation）は、住友商事グループおよび住友グループのシステムインテグレーター（ユーザー系）。本社所在地は東京都江東区豊洲。JPX日経インデックス400の構成銘柄の一つ。

## 概要
住友商事の情報システム部門が独立して発足して以来、特定のハードウェアやプログラミング言語に縛られない中立的なソフトウェア開発に実績があり、安定した収益力と成長性を保っている。最近では独立系SI企業の躍進により、ソフトウェア開発における中立性という商品的価値が落ちたことから、Curlという独自言語を保有するなど、中立性も保ちつつ独自性を出す方針に転換する動きもあるが、Curlを前面に押し出した営業は行っていない。
経済産業省（関東経済産業局所管）のシステムインテグレータ登録制度（SI・SO制度）に登録されていた。
2011年10月1日にCSKを吸収合併し、住商情報システム株式会社（SCS）からSCSK株式会社に商号を変更した。

## 主力製品・事業
ERPパッケージ
- ProActive

Webシステム開発言語
- Curl

ネットワーク
- ヤマハネットワーク製品 (ルータ スイッチ 無線LAN)

## 主要事業所
- 豊洲本社 - 2棟のオフィスビルにオフィスが跨がっている。
  - 東京都江東区豊洲3丁目2番20号 豊洲フロント
  - 東京都江東区豊洲3丁目2番24号 豊洲フォレシア
- 晴海オフィス - 東京都中央区晴海1丁目8番12号晴海アイランド　トリトンスクエア　オフィスタワーZ
- 西日本 千里オフィス - 大阪府豊中市新千里西町1丁目2番2号　住友商事千里ビル
- 西日本 北浜オフィス - 大阪府大阪市中央区北浜1丁目8番16号　大阪取引所ビル
- 中部オフィス - 愛知県名古屋市中区錦2丁目16番26号　SC伏見BLDG.
- 広島オフィス - 広島県広島市中区上八丁堀4-1　アーバンビューグランドタワー
- 九州オフィス - 福岡県福岡市博多区博多駅前3丁目30番23号　博多管絃ビル
- お台場オフィス - 東京都港区台場2丁目3番1号　トレードピアお台場
- 多摩センターオフィス -  東京都多摩市山王下2-3　SCSK多摩センター
- 千葉物流センター - 千葉県市川市二俣717-88　NTTロジスコ内

## 沿革
CSK
住商情報システム（SCS）
- 1969年 - 住商コンピューターサービス株式会社として大阪で設立
- 1989年 - 東京証券取引所　市場第二部に上場
- 1991年 - 東京証券取引所　市場第一部に上場
- 1992年 - 住商情報システム株式会社に改称
- 2005年 - 住商エレクトロニクス株式会社と合併
- 2009年 - 株式会社CSKホールディングスと、業務・資本提携に向けて検討を開始。
- 2011年2月24日 - 住友商事と住商情報システムが共同で株式公開買い付けを実施し、CSKを子会社化することを発表。

SCSK
- 2011年10月1日 - CSKを吸収合併し、SCSK株式会社へ商号変更。
- 2024年11月7日 - 同日から同年12月18日までの間、ネットワンシステムズに対して完全子会社化を目的とした株式公開買付け（TOB）を実施予定[5]。

## 不祥事
- 2021年3月24日 - SCSK社員の男が、顧客企業である松井証券の証券口座から2億円を不正に出金・着服したとして、3月24日、電子計算機使用詐欺罪などの容疑で逮捕された。17年6月頃から不正に入手した松井証券ユーザーのID・パスワードを使ってユーザーの株式を勝手に売却し、現金を手にしていたという[6]。

## サステナビリティ
- SCSKは、お客様や社会との「共創」を軸に、中長期の成長戦略として「サステナビリティ経営」を推進しており、国内外の評価機関よりESGの取り組みに対して高い評価を取得している。[7]
- Persefoni AI, Inc.（パーセフォニ社）と気候変動管理・会計プラットフォーム「Persefoni（パーセフォニ）」の日本初となる国内代理店契約を2022年2月に締結し、法人顧客への脱炭素系ソリューションを提供。[8]

## 関連会社
- 住友商事株式会社
- SCSK Minoriソリューションズ 株式会社
- ヴィーエー・リナックス・システムズ・ジャパン株式会社
- SCSK九州株式会社
- SCSK北海道株式会社
- SCSKニアショアシステムズ株式会社
- SCSKシステムマネジメント株式会社
- SCSKサービスウェア株式会社
- SCSKプレッシェンド株式会社
- SCSKセキュリティ株式会社
- SCSK RegTech Edge 株式会社
- 株式会社ベリサーブ
- 東京グリーンシステムズ株式会社
- 株式会社アライドエンジニアリング
- SDC株式会社
- SCSK USA Inc.
- SCSK Europe Ltd.
- 住商信息系統（上海）有限公司
- 思誠思凱信息系統（上海）有限公司
- SCSK Asia Pacific Pte. Ltd.

## テレビ番組
- 日経スペシャル カンブリア宮殿 ブラックからホワイトへ！"働き方革命"最前線（2017年1月12日、テレビ東京）[9]
- 知られざるガリバー〜エクセレントカンパニーファイル〜（2019年4月6日、テレビ東京）[10]

## CM
2022年4月27日から、50年以上の社歴 の中で初となるテレビCMを関東・関西・中部地区で放送開始した。スーツ姿の今田美桜が「無いぞ、知名度。SCSK」、「あるぞ、ITの可能性。SCSK」のキャッチコピーを 歌うように 口ずさみながらウォーキングするという内容のCMである。
被合併会社（消滅会社）であるCSKも、過去に関西を中心にテレビCMをスポットCMを中心に放送していた。